# Duckionary
Duckionary (auch: Parlamentarische Monarchie Duckionary) ist eine Mikronation, die sich aus acht Kronländern in Europa zusammensetzt. Duckionary wurde am 24. August 2018 von Arthur de Tourneau gegründet und das Hauptgebiet sowie die Hauptstadt der Mikronation ist ein halber Quadratkilometer großer Terra Nullius an der kroatisch-serbischen Grenze. De Tourneau bezeichnet sich selbst als Erzherzog der Mikronation. Das Hauptbüro von Duckionary befindet sich im oberösterreichischen Sankt Florian am Inn, wo die Mikronation auch als der Verein „Duckologische Gesellschaft“ eingetragen ist. Die Hauptstadt Panagua im Balkan ist unbebaut und soll in den kommenden Jahren zu einer modernen freien Privatstadt werden. Die selbsterklärten Ziele der Mikronation sind der Aufbau einer Bürgergemeinschaft, die Veranstaltung von kulturellen Events, der Aufbau eines Stadtstaates im Balkan und humorvolle Auseinandersetzung mit der Welt.
Seit 2022 organisiert Duckionary jährlich den Micro Euro Summit gemeinsam mit der Mikronation Obscurium, der ein europäischer Kongress für Mikronationen ist. Für seine mikronationalen Bemühungen wurde Arthur de Tourneau 2024 auf dem Fürstlichen Ball in Aigues-Mortes mit dem „Golden Flamingo Award“ in der Sparte „Most Promising Micronation“ ausgezeichnet. Duckionary unterhält diplomatische Beziehungen mit Slowjamastan, Seborga, Molossia, Ladonien und Užupis.